# Baltasar Kormákur
Baltasar Kormákur (Reykjavík, 27 febbraio 1966) è un attore, regista, sceneggiatore e produttore cinematografico islandese. Attivo in ambito cinematografico, televisivo e teatrale, è considerato uno dei cineasti più acclamati della nuova generazione, nonché vincitore di numerosi premi a livello internazionale. 
I suoi film si sono spesso rivelati sorprendenti successi al botteghino, pur trattando frequentemente tematiche anche molto difficili.

## Biografia
Si è laureato alla Iceland's National Academy of Fine Arts di Reykjavík, nel 1990. Esordisce nel teatro, prendendo parte anche a produzioni assai impegnative, per poi cimentarsi, senza mai tuttavia trascurare il lavoro teatrale, nelle produzioni cinematografiche. Nel 2000 esce il suo primo film da regista, 101 Reykjavík, che è divenuto e continua ad essere tuttora un fenomeno internazionale, consentendogli di aggiudicarsi tra gli altri un Edda Award per la miglior sceneggiatura e un Premio Discovery al Toronto Film Festival. Nel 2002 dirige il film Il mare (titolo originale Hafið), anch'esso un grande successo, seguito poi da A Little Trip to Heaven, del 2005, con Forest Whitaker, Julia Stiles e Jeremy Renner, Mýrin, del 2006, e Brúðguminn, del 2008.
Nel 2010 è regista di Una tragica scelta (Inhale), mentre nel 2012 esce Contraband, con Mark Wahlberg, Kate Beckinsale, Ben Foster e Giovanni Ribisi, remake del film Reykjavík-Rotterdam del 2008 diretto da Óskar Jónasson. Lo stesso anno ritorna a una produzione scandinava con il film The Deep, mentre nel 2013 esce Cani sciolti interpretato da Denzel Washington, Mark Wahlberg e James Marsden. Nel 2015 esce nelle sale un altro film diretto da lui, Everest, che racconta della tragica spedizione del 1996 sulla vetta del monte Everest. Il film è tratto dal libro Aria sottile di Jon Krakauer.

## Filmografia

### Regista

#### Cinema
- 101 Reykjavík (2000)
- Il mare (Hafið, 2002)
- A Little Trip to Heaven (2005)
- Mýrin (Jar City, 2006)
- Brúðguminn (2008)
- Una tragica scelta (Inhale, 2010)
- Contraband (2012)
- The Deep (Djúpið, 2012)
- Cani sciolti (2 Guns, 2013)
- Everest (2015)
- The Oath - Il giuramento (Eiðurinn, 2016)
- Resta con me (Adrift, 2018)
- Beast (2022)
- Touch (2024)

#### Televisione
- Trapped - serie TV (2015-)
- Katla - serie TV (2021)

### Attore

#### Cinema
- 101 Reykjavík (2000)
- Reykjavik - Rotterdam (2008)
- The Oath - Il giuramento (Eiðurinn, 2016)

## Riconoscimenti

### Edda Award
- Edda Award per la miglior sceneggiatura per 101 Reykjavík (2000)
- Edda Award per il miglior film per Il mare (2002)
- Edda Award per la miglior regia per Il mare (2002)
- Edda Award per la miglior sceneggiatura per Il mare (2002)
- Edda Award per il miglior film per Mýrin (2006)
- Edda Award per la miglior regia per Mýrin (2006)

### Altri Premi
- Cognac Festival du Film Policier
  - Premio della critica per il film A Little Trip to Heaven (2005)
- Göteborg Film Festival
  - Premio FIPRESCI per il film A Little Trip to Heaven (2005)
- Istanbul International Film Festival
  - Premio FIPRESCI per il film Il mare (2002)
- Karlovy Vary International Film Festival
  - Premio Crystal Globe per il miglior film per Mýrin (2006)
- Festival internazionale del film di Locarno
  - Premio della giuria giovani per il film 101 Reykjavík (2000)
- Pola Film Festival
  - Big Golden Arena per il miglior film per 101 Reykjavík (2000)
- Rouen Nordic Film Festival
  - Gran premio della giuria per 101 Reykjavík (2000)
- Tbilisi International Film Festival
  - Premio dell'associazione dei cineasti georgiani per il film 101 Reykjavík (2000)
- Thessaloniki Film Festival
  - Premio FIPRESCI per il film 101 Reykjavík (2000)
- Toronto Film Festival
  - Premio Discovery per 101 Reykjavík (2000) – a pari merito con George Washington
- Tromsø International Film Festival
  - Premio del pubblico per il film Il mare (2002)